# Route du Sud 1998
La Route du Sud 1998, ventiduesima edizione della corsa, si svolse dal 27 al 30 giugno su un percorso di 645 km ripartiti in 4 tappe (la prima suddivisa in due semitappe), con partenza da Saint-Gaudens e arrivo a Castres. Fu vinta dal francese Armand De Las Cuevas della Banesto davanti all'olandese Michael Boogerd e allo spagnolo Santiago Blanco Gil.

## Tappe
| Tappa  | Data      | Percorso                                          | km    | Vincitore di tappa   | Leader cl. generale  |
| ------ | --------- | ------------------------------------------------- | ----- | -------------------- | -------------------- |
| 1ª-1ª  | 27 giugno | Saint-Gaudens > Saint-Gaudens                     | 97,7  | Christophe Moreau    | Christophe Moreau    |
| 1ª-2ª  | 27 giugno | Saint-Gaudens > Saint-Gaudens (cron. individuale) | 7,4   | Christophe Moreau    | Christophe Moreau    |
| 2ª     | 28 giugno | Saint-Gaudens > Plateau de Beille                 | 186   | Armand De Las Cuevas | Armand De Las Cuevas |
| 3ª     | 29 giugno | Tarascon-sur-Ariège > Montauban                   | 191,9 | Jaan Kirsipuu        | Armand De Las Cuevas |
| 4ª     | 30 giugno | Montauban > Castres                               | 161,7 | Erik Zabel           | Armand De Las Cuevas |
| Totale | Totale    | Totale                                            | 645   |                      |                      |

## Dettagli delle tappe

### 1ª tappa - 1ª semitappa
- 27 giugno: Saint-Gaudens > Saint-Gaudens – 97,7 km

| Pos. | Corridore         | Squadra       | Tempo    |
| ---- | ----------------- | ------------- | -------- |
| 1    | Christophe Moreau | Festina-Lotus | 2h39'35" |
| 2    | Pascal Chanteur   | Casino        | s.t.     |
| 3    | Laurent Desbiens  | Cofidis       | s.t.     |

| Pos. | Corridore         | Squadra       | Tempo |
| ---- | ----------------- | ------------- | ----- |
| 1    | Christophe Moreau | Festina-Lotus |       |

### 1ª tappa - 2ª semitappa
- 27 giugno: Saint-Gaudens > Saint-Gaudens (cron. individuale) – 7,4 km

| Pos. | Corridore         | Squadra       | Tempo |
| ---- | ----------------- | ------------- | ----- |
| 1    | Christophe Moreau | Festina-Lotus | 8'25" |
| 2    | Nicolas Jalabert  | Cofidis       | a 17" |
| 3    | Patrick Jonker    | Rabobank      | a 18" |

| Pos. | Corridore         | Squadra       | Tempo    |
| ---- | ----------------- | ------------- | -------- |
| 1    | Christophe Moreau | Festina-Lotus | 2h47'54" |

### 2ª tappa
- 28 giugno: Saint-Gaudens > Plateau de Beille – 186 km

| Pos. | Corridore            | Squadra           | Tempo    |
| ---- | -------------------- | ----------------- | -------- |
| 1    | Armand De Las Cuevas | Banesto           | 6h00'33" |
| 2    | Santiago Blanco Gil  | Vitalicio Seguros | a 1'12"  |
| 3    | Michael Boogerd      | Rabobank          | a 1'18"  |

| Pos. | Corridore            | Squadra | Tempo |
| ---- | -------------------- | ------- | ----- |
| 1    | Armand De Las Cuevas | Banesto |       |

### 3ª tappa
- 29 giugno: Tarascon-sur-Ariège > Montauban – 191,9 km

| Pos. | Corridore       | Squadra  | Tempo    |
| ---- | --------------- | -------- | -------- |
| 1    | Jaan Kirsipuu   | Casino   | 4h48'43" |
| 2    | Erik Zabel      | Telekom  | s.t.     |
| 3    | Aart Vierhouten | Rabobank | s.t.     |

| Pos. | Corridore            | Squadra | Tempo     |
| ---- | -------------------- | ------- | --------- |
| 1    | Armand De Las Cuevas | Banesto | 13h38'15" |

### 4ª tappa
- 30 giugno: Montauban > Castres – 161,7 km

| Pos. | Corridore        | Squadra  | Tempo    |
| ---- | ---------------- | -------- | -------- |
| 1    | Erik Zabel       | Telekom  | 3h52'10" |
| 2    | Aart Vierhouten  | Rabobank | s.t.     |
| 3    | Nicolas Jalabert | Cofidis  | s.t.     |

| Pos. | Corridore            | Squadra           | Tempo     |
| ---- | -------------------- | ----------------- | --------- |
| 1    | Armand De Las Cuevas | Banesto           | 17h30'57" |
| 2    | Michael Boogerd      | Rabobank          | a 1'04"   |
| 3    | Santiago Blanco Gil  | Vitalicio Seguros | a 1'07"   |

## Classifiche finali

### Classifica generale
| Pos. | Corridore             | Squadra                          | Tempo     |
| ---- | --------------------- | -------------------------------- | --------- |
| 1    | Armand De Las Cuevas  | Banesto                          | 17h30'57" |
| 2    | Michael Boogerd       | Rabobank                         | a 1'04"   |
| 3    | Santiago Blanco Gil   | Vitalicio Seguros-Grupo Generali | a 1'07"   |
| 4    | Jan Ullrich           | Team Deutsche Telekom-ARD        | a 1'12"   |
| 5    | David García Marquina | Vitalicio Seguros-Grupo Generali | a 1'18"   |
| 6    | Cédric Vasseur        | Gan                              | a 2'37"   |
| 7    | Laurent Madouas       | Lotto-Mobistar                   | a 2'38"   |
| 8    | Alberto Elli          | Casino                           | a 2'54"   |
| 9    | José María Jiménez    | Banesto                          | a 3'04"   |
| 10   | Pascal Hervé          | Festina-Lotus                    | a 3'20"   |